# Чемпіонат світу з трекових велоперегонів 1898
Чемпіонат світу з трекових велоперегонів 1898 пройшов з 8 по 12 вересня 1898 року у Відні, Австро-Угорщина. Змагання проводилися у двох дисциплінах — спринті та гонці за лідером серед аматорів та професіоналів окремо.

## Медалісти

### Чоловіки
Професіонали
| Дисципліна       | Золото        | Срібло        | Бронза        |
| Спринт           | Джордж Бенкер | Франц Верхеєн | Едмонд Жаклін |
| Гонка за лідером | Річард Палмер |               |               |

Аматори
| Дисципліна       | Золото             | Срібло        | Бронза            |
| Спринт           | Пауль Альберт      | Людвіг Опель  | Томас Саммерсгілл |
| Гонка за лідером | Альберт-Джон Черрі | Густав Гребен | Антон Хунек       |

## Загальний медальний залік
| Місце  | Країна           | Золото | Срібло | Бронза | Загалом |
| ------ | ---------------- | ------ | ------ | ------ | ------- |
| 1      | Велика Британія  | 2      |        | 1      | 3       |
| 2      | Німецька імперія | 1      | 3      |        | 4       |
| 3      | США              | 1      |        |        | 1       |
| 4      | Франція          |        |        | 1      | 1       |
| 4      | Австро-Угорщина  |        |        | 1      | 1       |
| Всього | Всього           | 4      | 3      | 3      | 10      |